# Application de Poincaré

Dans la section de Poincaré S, l'application de Poincaré P projette le point x sur P(x).

En mathématiques, particulièrement en système dynamique, une application de Poincaré, nommée en l'honneur de Henri Poincaré, est une application liée à une orbite périodique (en) dans l'espace d'états d'un système dynamique et un certain sous-espace de dimension moindre, appelé la section de Poincaré, transverse au flot du système. Plus précisément, on considère une orbite suffisamment proche d'une orbite périodique, avec une condition initiale sur la section de Poincaré, et on observe le point auquel cette orbite revient à la section pour la première fois, d'où ses autres noms, application de premier retour ou application de récurrence. La transversalité de la section de Poincaré fait référence au fait que l'orbite périodique commence au travers du flot du sous-espace et non pas de façon parallèle à celui-ci.
Une orbite est périodique si et seulement si sa condition initiale est un point fixe de l'application de Poincaré.
Des théorèmes d'existence de solutions périodiques d'équations différentielles non linéaires (autonomes et non autonomes) découlent de l'utilisation de la théorie du degré topologique, en particulier du théorème du point fixe de Brouwer, pour l'application de Poincaré.
De plus des approximations numériques de ces solutions périodiques et de leur période - dans le cas des systèmes autonomes- sont obtenues par la résolution numérique des points fixes de l'application de Poincaré, par l'intermédiaire d'applications de Poincaré approchées à l'aide des méthodes de discrétisation pour les problèmes de Cauchy.
Une application de Poincaré peut être vue comme un système dynamique discret, avec un espace d'état de dimension égale à celle du système dynamique continu original, moins une. Comme ce nouveau système dynamique conserve plusieurs propriétés des orbites périodiques et quasi périodiques  du système original et comme le nouveau système comporte un espace d'états de dimension inférieure, il est souvent utile pour l'analyse du système original. Par contre, ceci n'est pas toujours possible en pratique, puisqu'il n'existe aucune méthode générale de construction de l'application de Poincaré.
Une application de Poincaré diffère d'un graphe de récurrence (en) du fait que c'est l'espace et non le temps qui détermine lorsqu'un point est traité. Par exemple, le locus de la Lune au moment où la Terre est à l'apside est un graphe de récurrence, tandis que le locus de la Lune au moment où elle passe au travers du plan perpendiculaire à l'orbite terrestre et passant au travers du Soleil au périhélie est une application de Poincaré. L'application de Poincaré a été utilisée par Michel Hénon pour l'étude du mouvement des étoiles dans une galaxie : le chemin emprunté par une étoile, lorsque projeté sur un plan, a l'apparence d'un désordre inscrutable, tandis que l'application de Poincaré en montre la structure plus clairement.